# Feasterville
Feasterville es un lugar designado por el censo ubicado en el condado de Bucks en el estado estadounidense de Pensilvania. En el año 2010 tenía una población de 3.074 habitantes y una densidad poblacional de 1.808,2 personas por km².

## Geografía
Feasterville se encuentra ubicado en las coordenadas 40°9′14″N 74°59′29″O / 40.15389, -74.99139.. Según la Oficina del Censo de los Estados Unidos, Feasterville tiene una superficie total de 0,64 mi² (1,7 km²), de la cual 0,64 mi² (1,7 km²) corresponden a tierra firme y 0 mi² (0 km²) es agua.